# 155P/Shoemaker 3
155P/Shoemaker 3 är en komet som upptäcktes i januari 1986 av astronomerna Caroline och Eugene Shoemaker med ett 46 cm teleskop. Kometen bekräftades senare av Lowell observatory i USA.